# Новотроїцьке (Петропавловський район)
Новотроїцьке (рос. Новотроицкое) — село у Петропавловському районі Воронезької області Російської Федерації.
Населення становить 698 осіб. Входить до складу муніципального утворення Новотроїцьке сільське поселення.

## Історія
Населений пункт розташований у межах суцільної української етнічної території, частини Східної Слобожанщини. До Перших визвольних змагань належав до Воронезької губернії.
Згідно із законом від 15 жовтня 2004 року входить до складу муніципального утворення Новотроїцьке сільське поселення.

## Населення
| 2010 |
| ---- |
| 698  |

## Люди
В селі народився Шапошников Федір Іванович (1926—2016) — український мистецтвознавець і педагог.